# Transtorno de estresse pós-traumático
Perturbação de stresse pós-traumático (PSPT) (português europeu) ou transtorno de estresse pós-traumático (TEPT) (português brasileiro) é uma perturbação mental que se pode desenvolver em resposta à exposição a um evento traumático, como agressão sexual, guerra, acidente de viação ou outro tipo de ameaças à vida da pessoa. Os sintomas mais comuns são pensamentos, sentimentos ou sonhos perturbadores relacionados com o evento traumático, stresse físico ou psicológico perante a exposição a indícios ou recordações do trauma, esforço para evitar situações que recordem o trauma, alterações na forma de pensar e sentir e aumento da reação de lutar ou fugir. Estes sintomas devem estar presentes durante mais de um mês após o evento traumático. A probabilidade de uma criança mostrar sintomas de stresse é menor, podendo expressar as suas memórias ao brincar. A pessoa com PSPT apresenta um risco acrescido de cometer suicídio e automutilação intencional.
A maior parte das pessoas que é exposta a um evento traumático não desenvolve PSPT. A probabilidade de vir a desenvolver a condição é maior em pessoas que vivenciam traumas interpessoais, como por exemplo violação ou abuso infantil, em comparação com as pessoas que vivenciam traumas sem agressão, como acidentes de viação e desastres naturais. Cerca de metade das vítimas de violação desenvolvem PSPT. A probabilidade das crianças desenvolverem a condição na sequência de um trauma é menor que a dos adultos, sobretudo em idade inferior a dez anos. O diagnóstico baseia-se na presença de sintomas específicos na sequência de um evento traumático.
É possível prevenir o aparecimento da condição mediante terapia comportamental em pessoas que manifestam sintomas iniciais, embora não seja eficaz quando realizada em todas as pessoas expostas ao trauma. O tratamento de pessoas com PSPT é feito com aconselhamento psiquiátrico e medicação. Existem diversos tipos de terapia com efeito positivo. A terapia pode ser individual ou em grupo. A medicação de primeira linha no tratamento de PSPT são antidepressivos do grupo dos inibidores seletivos de recaptação de serotonina, os quais demonstram ser eficazes em cerca de metade das pessoas. No entanto, os benefícios da medicação são inferiores aos da terapia. Não é ainda claro se a associação de medicação e terapia apresenta maiores benefícios. O uso de outros medicamentos não é apoiado por evidências suficientes e, no caso das benzodiazepinas, pode até agravar o prognóstico.
Na maior parte dos países, em dado ano a condição afeta entre 0,5% e 1% dos adultos. A incidência é maior em zonas de conflito armado. A condição é mais comum entre mulheres. Os sintomas de perturbações mentais associadas a eventos traumáticos têm sido documentados desde pelo menos a Antiguidade Grega. O estudo da condição intensificou-se durante as duas guerras mundiais, sendo então conhecido por vários termos, como "neurose de combate". O termo "perturbação de stresse pós-traumático" começou a ser usado na década de 1970 para descrever o diagnóstico de veteranos norte-americanos da Guerra do Vietname. A Associação Americana de Psiquiatria reconheceu o termo em 1980 durante a publicação da terceira versão do Manual Diagnóstico e Estatístico de Transtornos Mentais (DSM-III).

## Sinais e sintomas

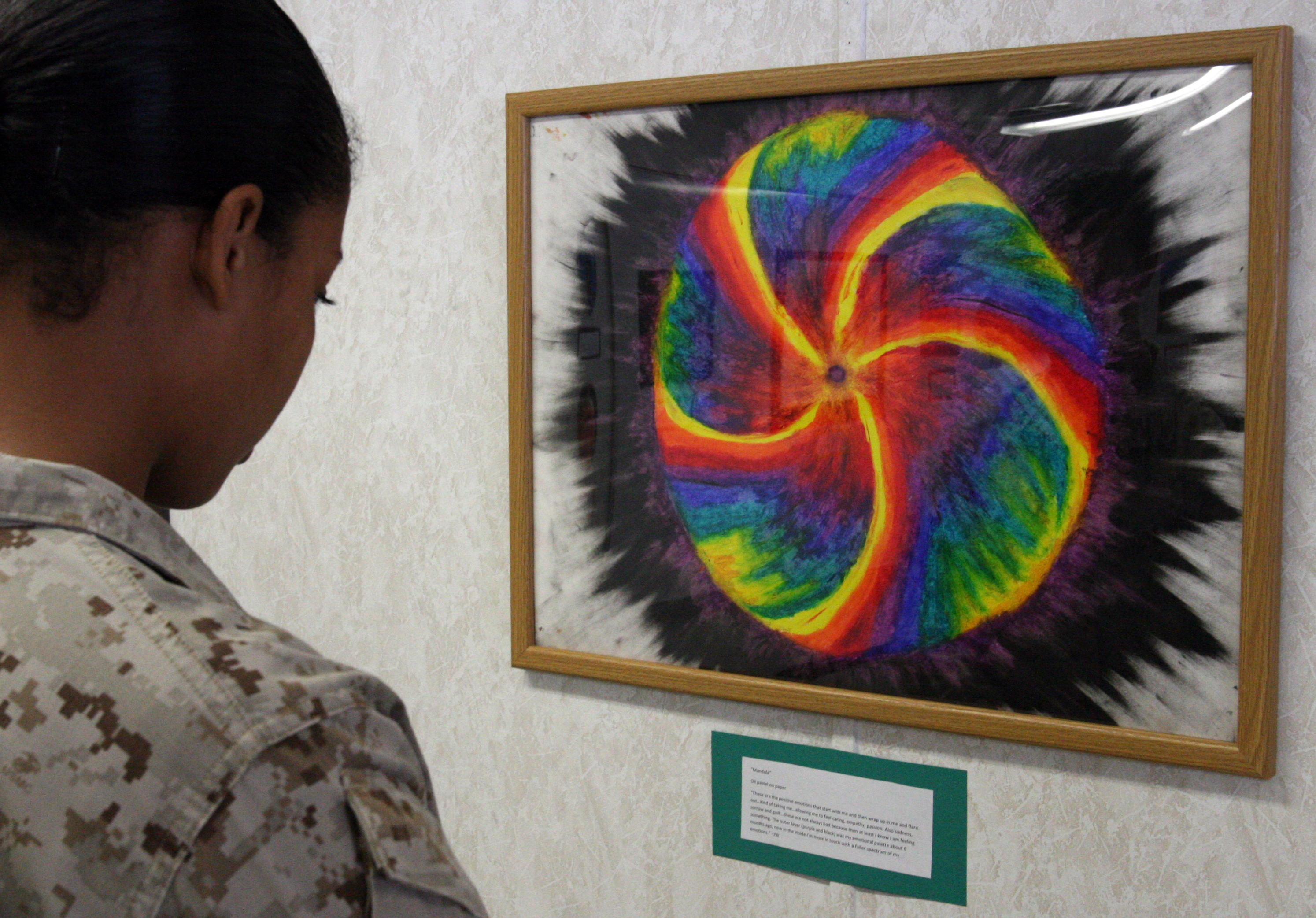
Militares utilizam a arte para amenizar os sintomas do TEPT

Os sintomas do TEPT geralmente se iniciam nos primeiros três meses após o evento traumático, embora possam demorar anos para aparecer. No caso típico, o indivíduo com TEPT evita persistentemente pensamentos e emoções relacionados ao trauma ou a discussão sobre o evento traumático e pode até apresentar amnésia do ocorrido (amnésia dissociativa). Entretanto, o evento é frequentemente revivido através de recordações intrusivas e recorrentes, episódios dissociativos de reviver o trauma (conhecidos como "flashbacks") e pesadelos (50 a 70%). Embora seja comum apresentar sintomas após qualquer evento traumático, estes devem persistir de forma suficiente (isto é, causando disfunção na vida ou níveis clínicos de angústia) por mais de um mês após o trauma para serem classificados como TEPT (disfunção ou angústia clinicamente significativas por menos de um mês podem ser atribuídas ao transtorno de estresse agudo). Alguns indivíduos podem experimentar crescimento pós-traumático.

### Condições médicas associadas
Sobreviventes de trauma frequentemente desenvolvem depressão, transtornos de ansiedade e transtornos do humor, além do TEPT. Mais de 50% dos indivíduos com TEPT apresentam comorbidades com transtornos de ansiedade, do humor ou de uso de substâncias. Transtornos de uso de substâncias, como o transtorno do uso de álcool, ocorrem frequentemente com o TEPT. A recuperação do transtorno de estresse pós-traumático ou de outros transtornos de ansiedade pode ser dificultada, ou a condição agravada, quando os transtornos de uso de substâncias coexistem com o TEPT. A resolução desses problemas pode melhorar o estado de saúde mental e os níveis de ansiedade do indivíduo.
É comum o paciente desenvolver comorbidades associadas ao TEPT. O TEPT apresenta forte associação com zumbido, e há especulação de que o TEPT possa causar alguns dos quadros de zumbido observados na condição. Em crianças e adolescentes, existe uma forte associação entre dificuldades de regulação emocional (por exemplo, oscilações de humor, explosões de raiva, birras) e sintomas de estresse pós-traumático, independentemente da idade, gênero ou tipo de trauma. A lesão moral, que se refere à angústia moral — como vergonha ou culpa após uma transgressão ética — está associada ao TEPT, mas se distingue deste, estando relacionada à vergonha e culpa, enquanto o TEPT está ligado à ansiedade e ao medo.(p2,8,11)
Em um estudo populacional com veteranos da Guerra do Vietnã, a presença de TEPT e a exposição a estressores intensos no campo de batalha estiveram associadas a um risco duas vezes maior de morte, sendo as principais causas a doença cardíaca isquêmica ou cânceres do trato respiratório, incluindo o câncer de pulmão.
Os transtornos associados mais frequentes em pacientes com TEPT são:
- Distúrbios do humor, especialmente depressão maior (46% a 51%);
- Transtornos de ansiedade (29% a 56,1%);
- Abuso/dependência de substâncias psicoativas, especialmente alcoolismo em 27% a 80%;
- Transtorno obsessivo-compulsivo (13%);
- Transtornos somatoformes risco de 3 vezes maior;
- Transtornos dissociativos: 90% dos pacientes com quadros dissociativos internados em hospital psiquiátrico tem TEPT;

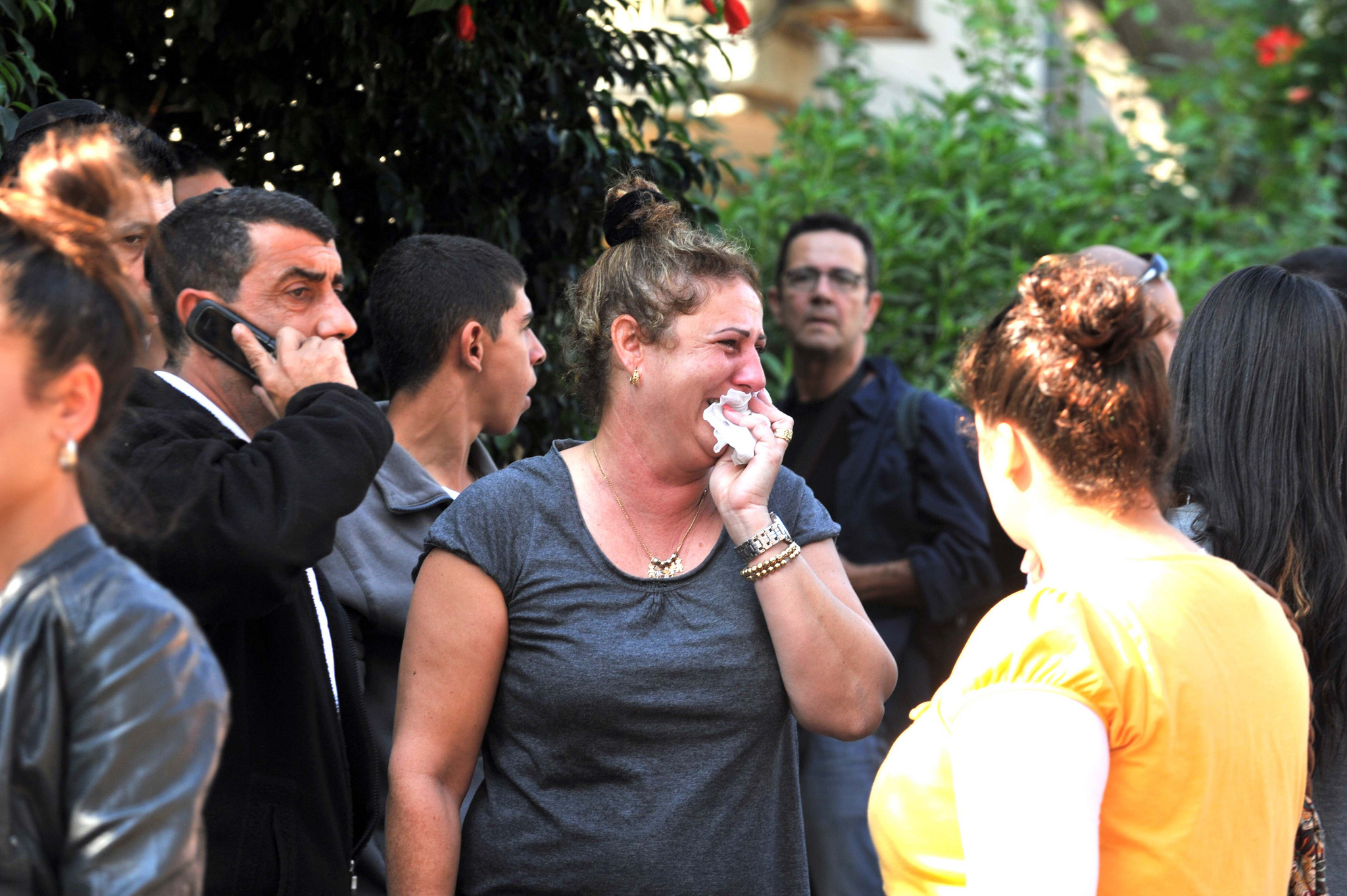
Ter forte apoio social e fazer tratar cedo previnem esse transtorno.

- Transtorno de personalidade

### Sintomas
Os sintomas podem manifestar-se em qualquer faixa de idade e levar meses ou anos para aparecer. Eles costumam ser agrupados em três categorias:
a) Reexperiência traumática: pensamentos recorrentes e intrusivos que remetem à lembrança do trauma, flashbacks, pesadelos;
b) Esquiva e isolamento social a pessoa foge de situações, contatos e atividades que possam reavivar as lembranças dolorosas do trauma;
c) Hiperexcitabilidade psíquica e psicomotora: taquicardia, sudorese, tonturas, dor de cabeça, distúrbios do sono, dificuldade de concentração, irritabilidade, hipervigilância.

## Fatores de risco

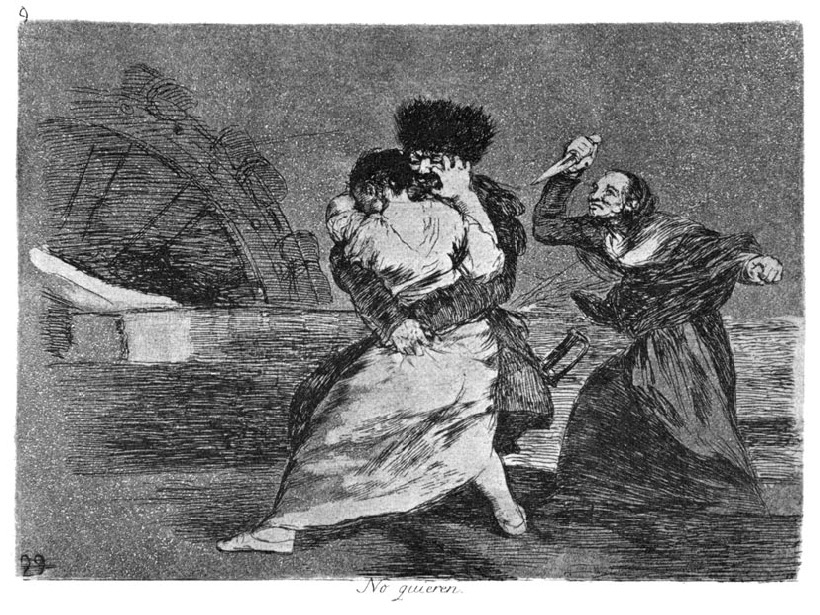
No querem (They do not want to) de Francisco Goya (1746–1828) mostra uma mulher idosa brandindo uma faca para defender uma mulher mais jovem que estava sendo agredida por um soldado.

Pessoas consideradas em risco de desenvolver TEPT incluem militares em combate, sobreviventes de desastres naturais, sobreviventes de campos de concentração e vítimas de crimes violentos. Pessoas em profissões que as expõem à violência (como soldados) ou a desastres (como trabalhadores de serviços de emergência) também correm risco. Outras ocupações com risco aumentado incluem policiais, bombeiros, primeiros socorristas, equipe de ambulância, profissionais de saúde, condutores de trem, mergulhadores, jornalistas e marinheiros, além de pessoas que trabalham em bancos, agências dos correios ou lojas. A intensidade do evento traumático está associada a um risco subsequente de desenvolvimento do TEPT, com experiências envolvendo a presença de morte, tortura, lesão, desfiguração corporal ou traumatismo cranioencefálico tendo forte associação com o TEPT. Experiências inesperadas ou das quais a vítima não pode escapar também estão associadas a um risco elevado de TEPT.

### Trauma
O TEPT está associado a uma ampla variedade de eventos traumáticos. O risco de desenvolver TEPT após um evento traumático varia conforme o tipo de trauma e é mais alto após a exposição a sexual violence (11,4%), particularmente rape (19,0%). Homens têm mais probabilidade de vivenciar um evento traumático (de qualquer tipo), mas mulheres são mais propensas a passar por eventos de alto impacto, como violência interpessoal e sexual assault.
Sobreviventes de colisões de veículos, crianças e adultos, têm risco aumentado de TEPT. Globalmente, cerca de 2,6% dos adultos são diagnosticados com TEPT após um acidente de trânsito sem risco de vida, percentual similar ao das crianças. O risco de TEPT quase dobra para 4,6% em acidentes automobilísticos com risco de vida. Mulheres têm maior probabilidade de serem diagnosticadas com TEPT após um acidente de trânsito, na infância ou na idade adulta.
Reações pós-traumáticas têm sido estudadas em crianças e adolescentes. A taxa de TEPT pode ser menor em crianças do que em adultos, mas na ausência de tratamento os sintomas podem persistir por décadas. Estima-se que a proporção de crianças e adolescentes com TEPT em populações não afetadas por guerra em países desenvolvidos seja de 1%, comparada a 1,5% a 3% dos adultos. Em média, 16% das crianças expostas a um evento traumático desenvolvem TEPT, variando conforme o tipo de exposição e gênero. Assim como na população adulta, fatores de risco para TEPT em crianças incluem: gênero feminino, exposição a desastres (naturais ou provocados), comportamentos de enfrentamento negativos e/ou ausência de suporte social adequado.
Modelos preditivos indicam que traumas na infância, adversidades crônicas, diferenças neurobiológicas e estressores familiares estão associados ao risco de TEPT na idade adulta. Tem sido difícil identificar aspectos consistentes dos eventos que preveem o TEPT, mas a dissociação peritraumática mostra-se um indicativo relativamente consistente. A proximidade, a duração e a severidade do trauma influenciam o risco. Alguns sugerem que traumas interpessoais causam mais problemas que os impessoais, embora isso seja controverso. O risco de desenvolver TEPT aumenta para indivíduos expostos a abuso físico, agressão ou sequestro. Mulheres que sofrem violência física têm mais chance de desenvolver TEPT que os homens.

#### Violência entre parceiros íntimos e violência sexual
Ver também Um indivíduo exposto à violência doméstica tem predisposição para desenvolver TEPT. Há forte associação entre o desenvolvimento de TEPT em mães que sofreram violência doméstica durante o período perinatal da gravidez.
Aqueles que vivenciaram agressão sexual ou estupro podem desenvolver sintomas de TEPT. A probabilidade de sintomas persistentes de TEPT aumenta se o agressor confinou ou imobilizou a vítima, se a pessoa agredida acreditava que o agressor a mataria, se a vítima era muito jovem ou muito idosa e se o agressor era alguém conhecido. A persistência de sintomas severos também é maior quando as pessoas ao redor ignoram o estupro ou culpam a vítima.

#### Trauma relacionado à guerra, refugiados
Ver também O serviço militar em combate é um fator de risco para o desenvolvimento de TEPT. Cerca de 22% dos expostos ao combate desenvolvem TEPT; em aproximadamente 25% dos militares, sua manifestação é retardada.
Refugiados também correm risco aumentado de TEPT devido à exposição à guerra, às dificuldades e a eventos traumáticos, com taxas variando de 4% a 86%. Embora o estresse da guerra afete todos os envolvidos, os deslocados tendem a ser mais impactados. Os desafios para o bem-estar psicossocial dos refugiados são complexos e individualizados, com redução do bem-estar e alta taxa de sofrimento mental decorrente de traumas passados e presentes. Mulheres, idosos e menores desacompanhados são grupos particularmente afetados. O TEPT e a depressão nas populações refugiadas tendem a afetar também o desempenho educacional.

#### Morte inesperada de um ente querido
A morte súbita e inesperada de um ente querido é o evento traumático mais relatado em estudos transculturais. Contudo, a maioria das pessoas que vivencia esse tipo de evento não desenvolve TEPT. Uma análise das Pesquisas Mundiais de Saúde Mental da OMS apontou um risco de 5,2% de TEPT após a notícia da morte inesperada de um ente querido. Devido à alta prevalência desse evento, a morte inesperada de um ente querido é responsável por aproximadamente 20% dos casos de TEPT mundialmente.

#### Doença grave e/ou com risco de morte
Condições médicas que elevam o risco de TEPT incluem câncer, infarto, e acidente vascular cerebral. Vinte e dois por cento dos sobreviventes de câncer apresentam sintomas de TEPT ao longo da vida. A internação em unidade de terapia intensiva (UTI) também é um fator de risco para TEPT. Algumas mulheres desenvolvem TEPT decorrente de experiências ligadas ao câncer de mama e mastectomia. Familiares de pessoas com doenças com risco de morte também podem desenvolver TEPT, como pais de crianças com enfermidades crônicas.

##### Condições do espectro da psicose
Existem pesquisas que demonstram que sobreviventes de episódios psicóticos, que ocorrem em doenças como schizophrenia, schizoaffective disorder, bipolar I disorder e outras, estão em maior risco de desenvolver TEPT. Isso se deve frequentemente às experiências que se pode ter durante e após a psicose. Tais experiências traumáticas incluem, mas não se limitam a, experiências em hospitais psiquiátricos, interações com a polícia, estigma social e constrangimento devido a comportamentos psicóticos, comportamentos e tentativas suicidas, delírios e alucinações angustiantes, e o medo de perder o controle ou a perda real do controle.

##### Câncer
As estimativas de prevalência do TEPT relacionado ao câncer variam entre 7% e 14%, com mais 10% a 20% dos pacientes apresentando sintomas pós-traumáticos sub-sindrômicos (PTSS). Tanto o TEPT quanto o PTSS foram associados a aumento da angústia e à qualidade de vida prejudicada, e foram relatados tanto em pacientes recém-diagnosticados quanto em sobreviventes a longo prazo.
Os Ensaios de Campo do TEPT para o Diagnostic and Statistical Manual, Fourth Edition (DSM-IV), revelaram que 22% dos sobreviventes de câncer apresentam, ao longo da vida, TEPT relacionado ao câncer (CR-PTSD), endossando o diagnóstico e o tratamento do câncer como um estressor traumático.
Portanto, à medida que o número de pessoas diagnosticadas com câncer aumenta e a sobrevivência melhora, o TEPT relacionado ao câncer se torna uma questão mais proeminente, e assim, atender às necessidades físicas e psicológicas dos pacientes com câncer torna-se cada vez mais importante.
Tratamentos baseados em evidências, como a dessensibilização e reprocessamento por movimentos oculares (EMDR) e a terapia cognitivo-comportamental (CBT), estão disponíveis para o TEPT e, de fato, há relatos promissores de sua eficácia em pacientes com câncer.

#### Trauma relacionado à gravidez
Mulheres que sofrem aborto espontâneo estão em risco de TEPT. Aquelas que sofrem abortos subsequentes têm risco aumentado de TEPT em comparação com as que vivenciam apenas um. O TEPT também pode ocorrer após o parto, e o risco aumenta se a mulher tiver experimentado trauma antes da gravidez. A prevalência do TEPT após um parto normal (isto é, excluindo natimortos ou complicações graves) é estimada entre 2,8 e 5,6% às seis semanas pós-parto, com taxas caindo para 1,5% aos seis meses pós-parto. Os sintomas de TEPT são comuns após o parto, com prevalência de 24–30,1% às seis semanas, caindo para 13,6% aos seis meses. O Emergency childbirth também está associado ao TEPT.

### Genética
Há evidências de que a susceptibilidade ao TEPT é hereditary. Aproximadamente 30% da variância no TEPT é causada apenas por genética. Para pares de gêmeos expostos ao combate no Vietnã, ter um gêmeo monozigótico (idêntico) com TEPT foi associado a um aumento do risco de o co-gêmeo desenvolver TEPT, em comparação com gêmeos dizigóticos (não idênticos). Mulheres com um hipocampo menor podem ter maior probabilidade de desenvolver TEPT após um evento traumático, com base em achados preliminares. Pesquisas também constataram que o TEPT compartilha muitas influências genéticas comuns a outros transtornos psiquiátricos. Transtornos de pânico e ansiedade generalizada e o TEPT compartilham 60% da mesma variância genética. Álcool, nicotina e drug dependence compartilham similaridades genéticas superiores a 40%.

## Etiologia

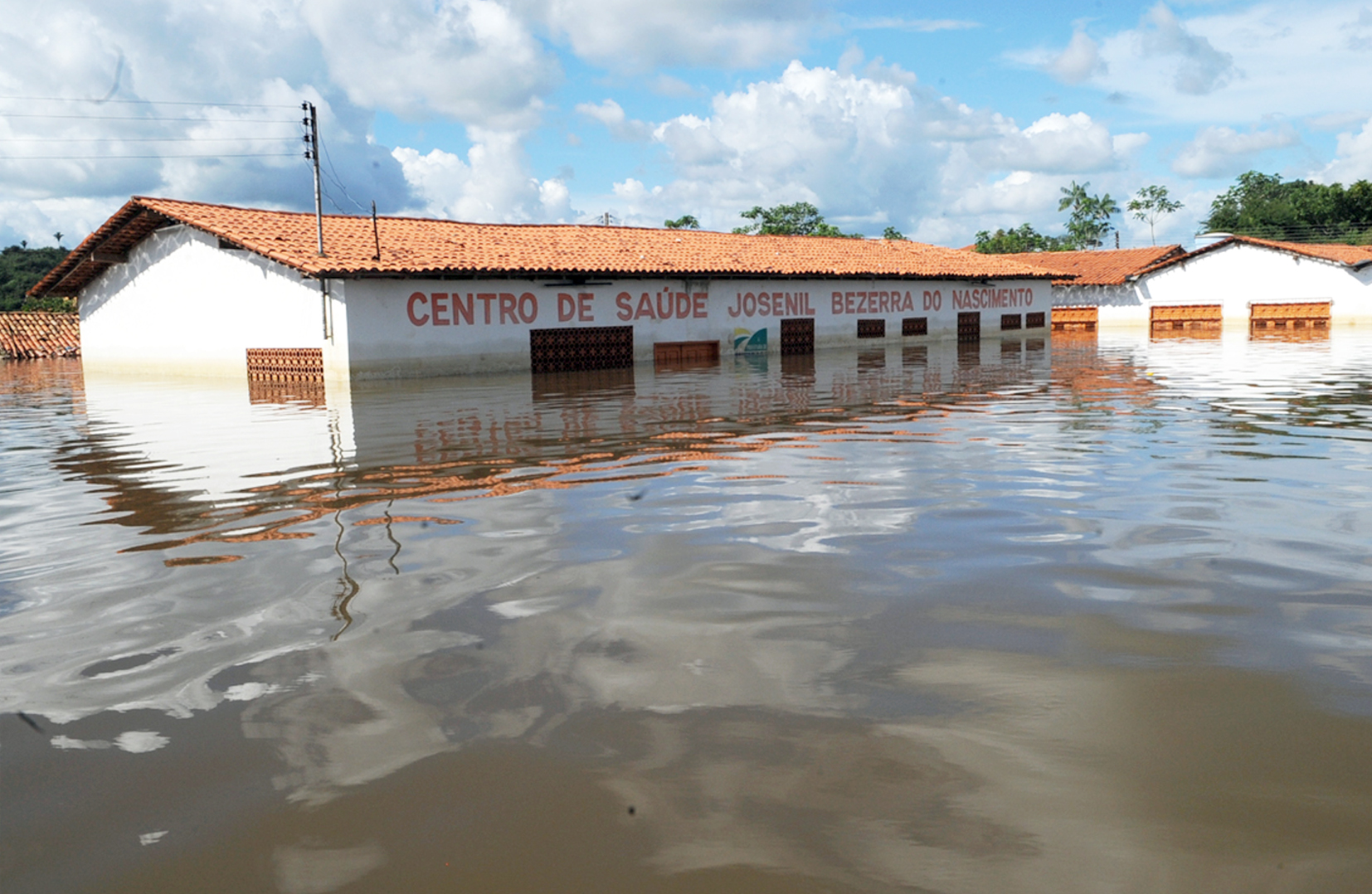
No Brasil é mais comum estar associado a enchentes, incêndios, acidentes de trânsito, violência doméstica ou sequestro.

O TEPT pode ou não se desenvolver em uma pessoa que tenha sido exposta a um acontecimento traumático, dependendo das características que tornam a pessoa mais vulnerável ou mais resiliente e da natureza do evento traumático.
Entre os fatores que contribuem para o desenvolvimento do TEPT, estão:
- A extensão em que o evento traumático afetou a vida íntima e pessoal do afetado;
- A duração do evento;
- Tendência orgânica ao desenvolvimento de transtornos de humor e de ansiedade;
- Inexperiência/despreparo para lidar com o evento;
- Múltiplas experiências traumáticas;
- Experiência traumática causada por conhecidos;
- Pouco ou nenhum apoio social/funcional após o episódio.

## Diagnóstico

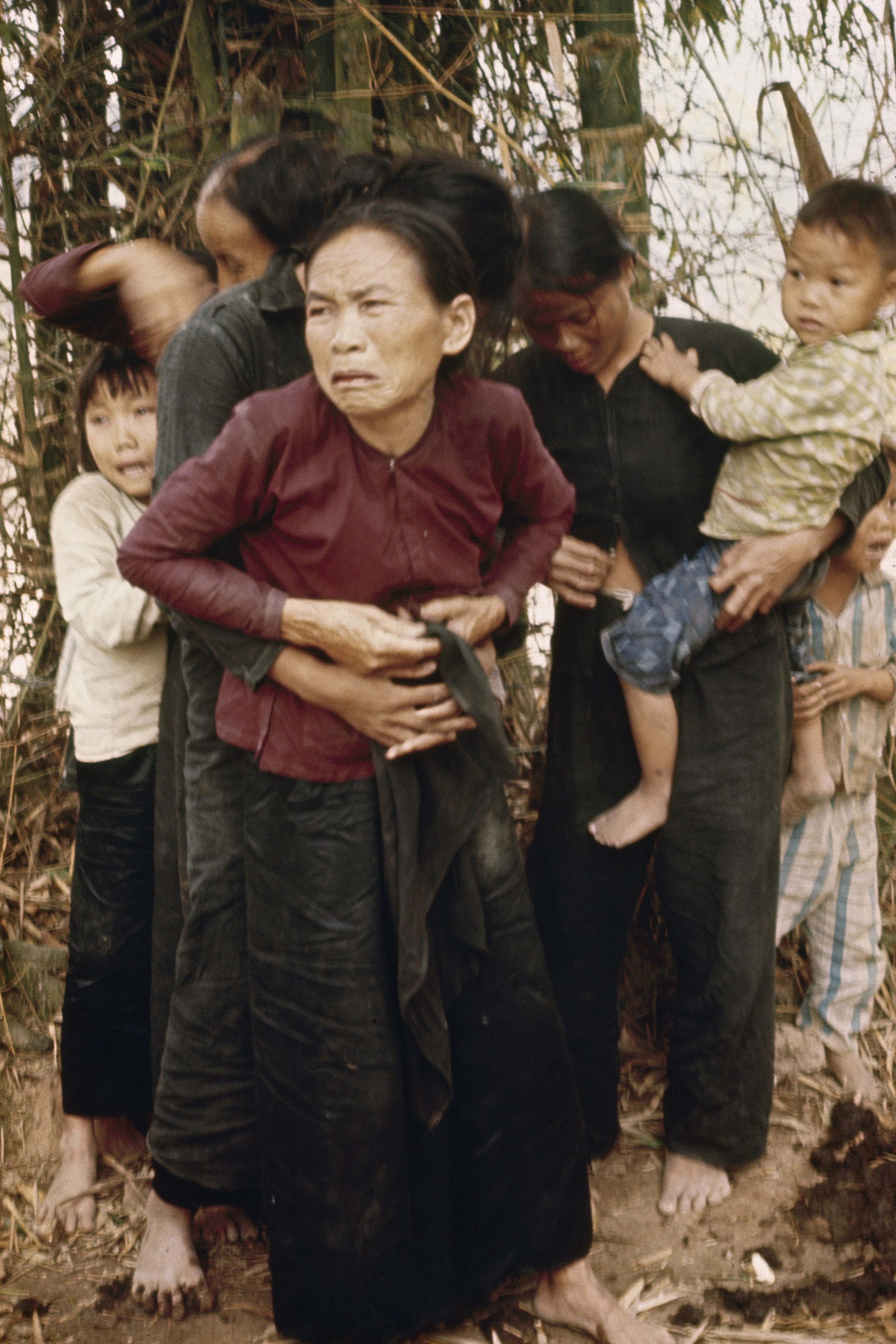
Entre 50 e 90% da população experienciam pelo menos um episódio altamente traumático na vida.

Pela classificação da OMS não pode ser diagnosticado no primeiro mês após o evento traumático, nesse caso trata-se de reação aguda ao estresse (CID-10 F43.0), nem mais de dois anos após o evento, quando passa a ser classificado como modificações duradouras da personalidade (F62.0). De forma similar o DSM-IV classifica as reações no primeiro mês após o trauma como transtorno de estresse agudo (308.3).
De acordo com o DSM-IV, os critérios necessários para fazer o diagnóstico são:
- Existência de um evento traumático claramente reconhecível como um atentado à integridade física, própria ou alheia, que haja sido experimentado direta ou indiretamente pela pessoa afetada e que lhe provoque temor, angústia ou horror.
- Re-experimentação persistente do evento em uma (ou mais) das seguintes maneiras:
  - Pensamentos recorrentes, aversivos e intrusivos (flashback);
  - Pesadelos relacionados ao evento;
  - Comportamentos desencadeados por essas memórias.

- A insensibilidade afetiva, identificável por:
  - Diminuição expressiva no interesse em realizar atividades comuns ou significativas, especialmente se tem alguma relação com o evento traumático;
  - Sensação de distanciamento em relação às outras pessoas;
  - Diminuição da afetividade;
  - Pessimismo quanto ao próprio futuro.

- Hiperatividade psicomotora:
  - Hipervigilância;
  - Distúrbios do sono;
  - Dificuldade para concentrar-se;
  - Susto exagerado;
  - Irritabilidade.

Para ser considerado um transtorno psicológico essa perturbação deve causar sofrimento clinicamente significativo ou prejuízo no funcionamento social ou ocupacional ou em outras áreas importantes da vida do indivíduo.

### Diagnóstico em crianças
Possíveis sintomas em crianças:

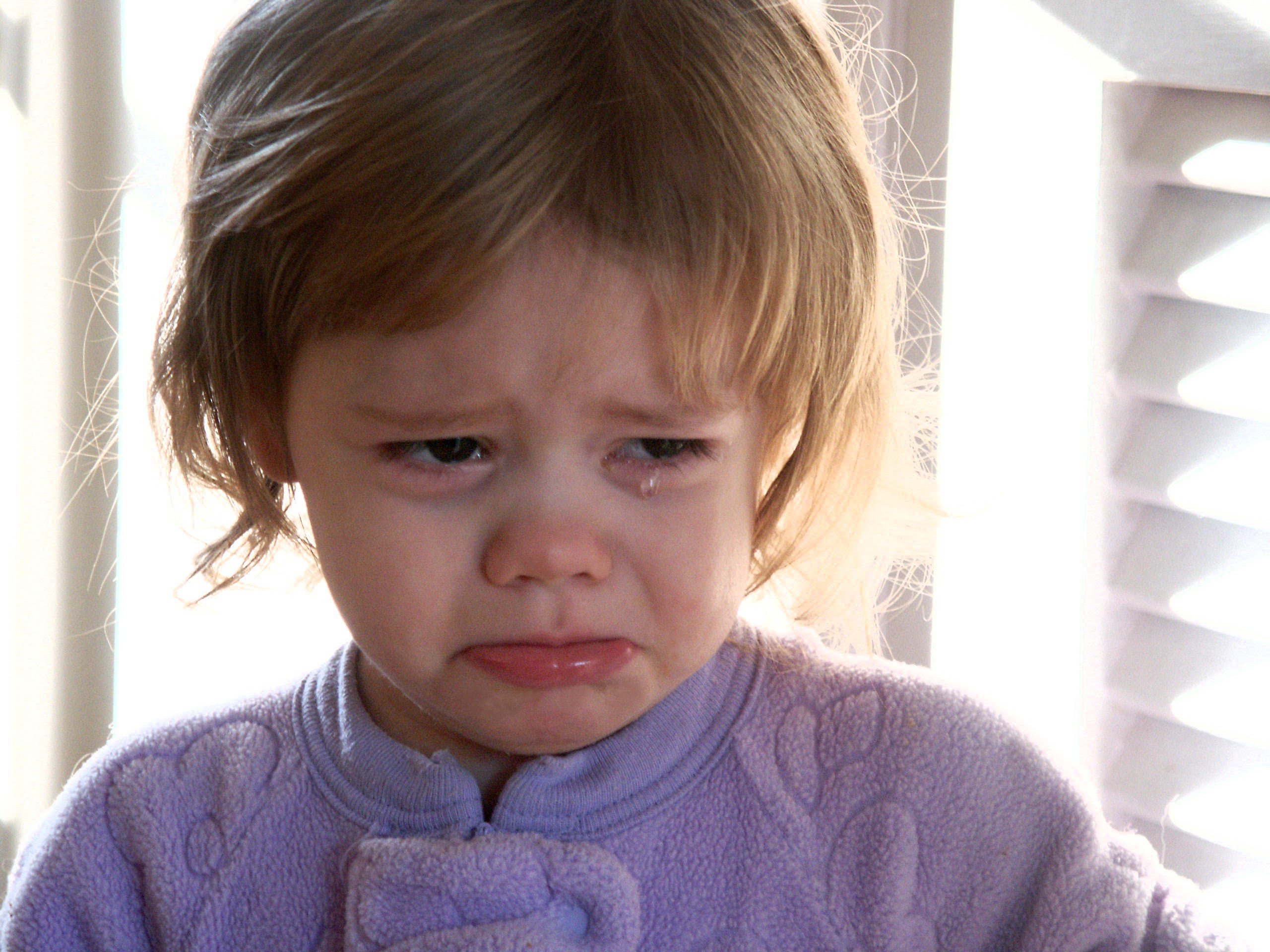
Crianças são mais vulneráveis a eventos traumáticos, por terem menos experiência, preparação e recursos para lidar com desastres ou se defender de abusos

- Comportamento desorganizado ou agitado;
- Jogos repetitivos, com expressão de temas ou aspectos do trauma;
- Re-encenação específica do trauma;
- Sonhos amedrontadores sem um conteúdo identificável.

### Diagnóstico diferencial
Diante de eventos traumáticos também é possível resultar em um transtorno dissociativo (como uma separação de si mesmo). Na amnésia dissociativa a pessoa reprime intensamente as memórias do evento traumático, na fuga dissociativa a pessoa reprime um período inteiro de sua vida e forma uma nova identidade e no transtorno dissociativo de identidade a pessoa cria múltiplas personalidades para lidarem com eventos traumáticos.

## Fisiopatologia

### Neuroendocrinologia
Os sintomas de TEPT podem resultar quando um evento traumático provoca uma resposta de adrenalina excessivamente reativa, criando padrões neurológicos profundos no cérebro. Esses padrões podem persistir muito tempo após o evento que desencadeou o medo, fazendo com que o indivíduo fique hiper-responsivo a situações futuras de medo. Durante experiências traumáticas, os altos níveis de hormônios do estresse secretados suprimem a atividade do hipotálamo, o que pode ser um fator importante para o desenvolvimento do TEPT.
O TEPT provoca alterações bioquímicas no cérebro e no corpo, que diferem de outros transtornos psiquiátricos, como a depressão maior. Indivíduos diagnosticados com TEPT respondem mais fortemente a um teste de supressão com dexametasona do que indivíduos diagnosticados com depressão clínica.
A maioria das pessoas com TEPT apresenta baixa secreção de cortisol e alta secreção de catecolaminas na urina, com uma razão norepinefrina/cortisol consequentemente maior do que a de indivíduos sem diagnóstico. Isso contrasta com a resposta normatizada de resposta de luta ou fuga, na qual tanto os níveis de catecolaminas quanto de cortisol se elevam após a exposição a um fator estressor.
Os níveis cerebrais de catecolaminas estão elevados, e as concentrações de fator de liberação de corticotropina (CRF) também estão elevadas. Juntos, esses achados sugerem anormalidade no eixo hipotálamo-pituitária-adrenal.
A manutenção do medo envolve o eixo HPA, os sistemas locus coeruleus–noradrenérgico e as conexões entre o sistema límbico e o córtex frontal. O eixo HPA, que coordena a resposta hormonal ao estresse, que ativa o sistema locus coeruleus–noradrenérgico, está implicado na consolidação excessiva de memórias que ocorre após o trauma. Essa consolidação excessiva aumenta a probabilidade de desenvolvimento do TEPT. A amígdala é responsável pela detecção de ameaças e pelas respostas condicionadas e não condicionadas ao medo que são desencadeadas diante de uma ameaça.
O eixo HPA coordena a resposta hormonal ao estresse. Dada a forte supressão de cortisol com dexametasona no TEPT, as anomalias do eixo HPA provavelmente se baseiam em uma inibição negativa forte do cortisol, devido provavelmente a uma maior sensibilidade dos receptor de glucocorticoides.
O TEPT tem sido hipotetizado como um caminho de aprendizado mal adaptativo para a resposta ao medo por meio de um eixo HPA hipersensível, hiperreativo e hipersensível.
Baixos níveis de cortisol podem predispor indivíduos ao TEPT: após traumas de guerra, soldados suecos servindo na Bósnia and Herzegovina com baixos níveis pré-serviço de cortisol salivar tiveram maior risco de apresentar sintomas de TEPT após o trauma, em comparação com soldados com níveis normais pré-serviço. Como o cortisol é normalmente importante para restaurar a homeostase após a resposta ao estresse, pensa-se que sobreviventes de trauma com baixos níveis de cortisol experimentam uma resposta mal contida – isto é, mais longa e angustiante – estabelecendo as bases para o TEPT.
Acredita-se que o sistema locus coeruleus–noradrenérgico media a consolidação excessiva da memória do medo. Altos níveis de cortisol reduzem a atividade noradrenérgica e, como pessoas com TEPT tendem a ter níveis reduzidos de cortisol, propõe-se que indivíduos com TEPT não conseguem regular a resposta noradrenérgica aumentada ao estresse traumático. Memórias intrusivas e respostas condicionadas ao medo são pensadas como resultado da resposta a estímulos associados. Neuropeptídeo Y foi relatado como redutor da liberação de norepinefrina e demonstrou possuir propriedades ansiolíticas em modelos animais. Estudos mostraram que pessoas com TEPT apresentam níveis reduzidos de Neuropeptídeo Y, possivelmente indicando níveis aumentados de ansiedade.
Outros estudos indicam que pessoas com TEPT têm níveis cronicamente baixos de serotonina, o que contribui para sintomas comportamentais comumente associados, como ansiedade, ruminacões, irritabilidade, agressividade, suicidabilidade e impulsividade. A serotonina também contribui para a estabilização da produção de glucocorticoides.
Os níveis de dopamina em uma pessoa com TEPT podem contribuir para os sintomas: níveis baixos podem contribuir para anhedonia, apatia, atenção prejudicada e déficits motores; níveis altos podem contribuir para psicose, agitação e inquietação.
Estudos também descreveram concentrações elevadas do hormônio hormônio tireoidiano triiodotironina no TEPT. Esse tipo de adaptação allostática do tipo 2 pode contribuir para a maior sensibilidade a catecolaminas e outros mediadores do estresse.
A hiper-responsividade no sistema de norepinefrina também pode ser causada pela exposição contínua a altos níveis de estresse. A superativação dos receptores de norepinefrina no córtex pré-frontal pode estar associada aos flashbacks e pesadelos frequentemente experimentados por pessoas com TEPT. Uma diminuição em outras funções da norepinefrina (percepção do ambiente atual) impede que os mecanismos de memória no cérebro processem a experiência, e as emoções vivenciadas durante um flashback não são associadas ao ambiente atual.
Há considerável controvérsia na comunidade médica em relação à neurobiologia do TEPT. Uma revisão de 2012 não mostrou relação clara entre os níveis de cortisol e o TEPT. A maioria dos relatos indica que pessoas com TEPT têm níveis elevados de hormônio liberador de corticotropina, níveis basais mais baixos de cortisol e supressão acentuada do eixo HPA por dexametasona.

### Neuroimunologia
Estudos sobre o sistema imune periférico encontraram disfunção com níveis elevados de citocinas e um risco maior de doenças crônicas relacionadas ao sistema imune entre indivíduos com TEPT. A disfunção do sistema sistema neuroimune também foi observada no TEPT, levantando a possibilidade de uma resposta imune central suprimida devido à atividade reduzida dos microglia no cérebro em resposta a desafios imunes. Indivíduos com TEPT, em comparação com controles, apresentam aumento menor de um marcador de ativação microglial (proteína translocadora de 18 kDa) após administração de lipopolissacarídeo. Essa supressão neuroimune também está associada a maior gravidade dos sintomas anedônicos. Pesquisadores sugerem que tratamentos voltados à restauração da função neuroimune podem ser benéficos para aliviar os sintomas do TEPT.

### Neuroanatomia

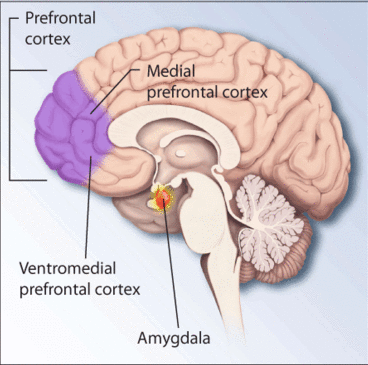
Regiões do cérebro associadas ao estresse e ao transtorno de estresse pós-traumático

Uma meta-análise de estudos de ressonância magnética estrutural encontrou associação com redução do volume total do cérebro, do volume intracraniano e dos volumes do hipocampo, do córtex insular e do cíngulo anterior. Grande parte dessa pesquisa provém de estudos com TEPT em indivíduos expostos à Guerra do Vietnã.
Pessoas com TEPT têm atividade cerebral reduzida nos córtices dorsal e rostral do cíngulo anterior e no córtex pré-frontal ventromedial, áreas ligadas à experiência e regulação das emoções.
A amígdala está fortemente envolvida na formação de memórias emocionais, especialmente memórias relacionadas ao medo. Durante períodos de alto estresse, o hipocampo, que está associado à contextualização de memórias no espaço e no tempo e à recordação, é suprimido. Segundo uma teoria, essa supressão pode ser a causa dos flashbacks que podem afetar pessoas com TEPT. Quando alguém com TEPT é exposto a estímulos semelhantes ao evento traumático, o corpo percebe o evento como se estivesse ocorrendo novamente, porque a memória nunca foi registrada corretamente.
O modelo amigdalo-cêntrico do TEPT propõe que a amígdala está muito excitada e insuficientemente controlada pelo córtex pré-frontal medial e pelo hipocampo, em particular durante o processo de extinção. Isso é consistente com a interpretação do TEPT como um quadro de deficiência na capacidade de extinção do medo.
O núcleo amígdala basolateral da amígdala é responsável pela comparação e desenvolvimento de associações entre respostas não condicionadas e condicionadas a estímulos, o que resulta no condicionamento do medo presente no TEPT. A amígdala basolateral ativa o núcleo central da amígdala, que elabora a resposta ao medo (incluindo a resposta comportamental à ameaça e o aumento da resposta de sobressalto). Entradas inibitórias descendentes do córtex pré-frontal medial regulam a transmissão da amígdala basolateral para o núcleo central, e isso é considerado importante na extinção das respostas condicionadas ao medo.
Embora, de modo geral, a hiperatividade da amígdala seja relatada por meta-análises de neuroimagem funcional no TEPT, há uma grande heterogeneidade, maior do que em transtornos de ansiedade social ou fóbicos. Comparando os agrupamentos dorsal (aproximadamente a CeA) e ventral (aproximadamente a amígdala basolateral), a hiperatividade é mais robusta no agrupamento ventral, enquanto a hipoatividade é evidente no agrupamento dorsal. Essa distinção pode explicar as emoções embotadas no TEPT (por desensibilização na CeA), bem como o componente relacionado ao medo.
Em um estudo de 2007, veteranos de combate da Guerra do Vietnã com TEPT apresentaram uma redução de 20% no volume do hipocampo, em comparação com veteranos sem esses sintomas. Essa descoberta não foi replicada em pacientes com TEPT crônico traumatizados num acidente de avião em show aéreo em 1988 (acidente aéreo no Ramstein).
Evidências sugerem que os níveis endógenos de cannabinoides estão reduzidos no TEPT, particularmente a anandamida, e que os receptores CB1 estão aumentados para compensar. Parece haver uma ligação entre o aumento da disponibilidade do receptor CB1 na amígdala e o processamento anormal de ameaças e hiperexcitação, mas não com disforia, em sobreviventes de trauma.
Um estudo de 2020 não encontrou evidência para as conclusões de pesquisas anteriores que sugeriam que um QI baixo é um fator de risco para o desenvolvimento do TEPT.

## Tratamento

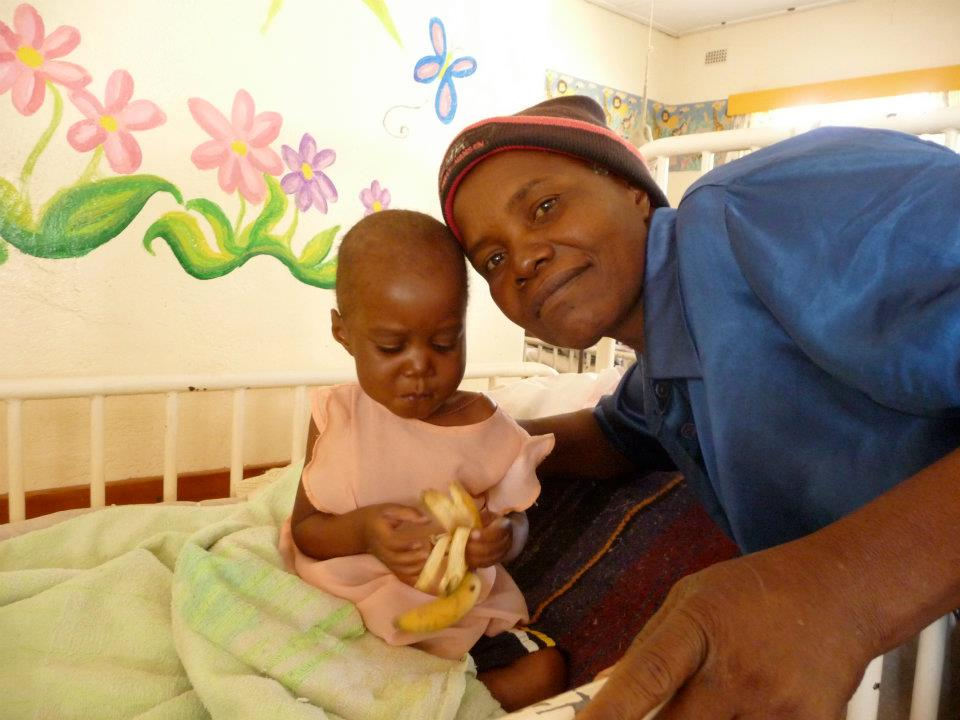
Terapia cognitivo-comportamental é mais eficiente que medicamentos, mas medicamentos produzem efeitos mais rápido, reduzindo 70% dos sintomas no primeiro mês.

Os objetivos do tratamento do TEPT, estão voltados a:
- Diminuir os sintomas;
- Prevenir complicações;
- Melhorar desempenho na escola/trabalho;
- Melhorar relacionamentos sociais e familiares;
- Tratar transtornos associados (como depressão e alcoolismo).

O tratamento preferencial é a Terapia cognitivo-comportamental (TCC) por seis meses a um ano, complementada, em algumas ocasiões, com fármacos ansiolíticos (calmantes).
Outra alternativa é o tratamento com sertralina, um antidepressivo que atua sobre a serotonina e a noradrenalina melhorando o humor e diminuindo a ansiedade e causando poucos efeitos colaterais, sendo insônia o único mais frequente nos participantes que tomaram sertralina do que nos que tomaram placebo. Dos pacientes com TEPT tratados com sertralina 53% relataram grande alívio dos sintomas.
Dessensibilização e reprocessamento por movimentos oculares está incluído em várias diretrizes baseadas em evidências para o tratamento do TEPT.

## Epidemiologia

Segundo a OMS (2004) são mais frequentes nos EUA, Europa, países islâmicos e sudeste asiático e menos na América Latina.

A prevalência do TEPT possui uma relação direta com o grau de exposição a eventos estressantes traumáticos, tanto naturais (terremotos, enchentes, incêndios...) como provocados pelo homem (guerras, atentados terroristas, ataques violentos, sequestros, violência doméstica, etc). Quando são causados pelo homem os sintomas costumam ser mais graves (especialmente isolamento e prejuízo na escola/trabalho) e tratamento costuma ser mais longo e difícil. Quando em crianças são ainda mais impactantes e podem durar a vida inteira.
Entre 15% e 20% das pessoas que passam longos períodos se sentindo impotentes, frustradas e com medo diante de uma ameaça a vida desenvolvem TEPT.
É um dos transtornos psicológicos mais comuns do mundo, especialmente nas regiões mais violentas e nas mais sujeitas a desastres naturais atingindo cerca de 7,8% da população geral em algum período da vida, sendo duas vezes mais comum em mulheres.
A duração média do transtorno é de 3 a 5 anos, causando modificações permanentes na personalidade em 1 de cada 3 vítimas.

## Pesquisa médica
Psicoterapia utilizando MDMA (sozinha ou combinada a outras drogas, como o MDMA/citalopram) está sendo conduzida como um potencial tratamento do transtorno de estresse pós-traumático (TEPT).